# Wiktor Dmitrenko
Wiktor Nikolajewitsch Dmitrenko (russisch Виктор Николаевич Дмитренко; * 4. April 1991 in Primorsko-Achtarsk) ist ein kasachischer Fußballspieler.

## Karriere

### Verein
Wiktor Dmitrenko begann seine Karriere beim russischen Verein FK Kuban Krasnodar. Nach einer Station in Moldawien kehrte er 2011 wieder zurück nach Russland.
2012 wechselte er nach Kasachstan zum FK Astana, wo er gegen Ordabassy Schymkent sein Ligadebüt gab. Die Saison 2015 verbrachte er beim FK Aqtöbe. Seit 2016 stand er im Kader von Tobol Qostanai. Dort absolvierte er vier Spielzeiten, bevor Dmitrenko zu Ordabassy Schymkent und dann zu FK Atyrau weiterzog.

### Nationalmannschaft
Dmitrenko spielt für die Kasachischen Fußballnationalmannschaft, da er auch die kasachische Staatsbürgerschaft besitzt. Sein Debüt in der Nationalelf gab er am 11. September 2012 bei der 0:2-Niederlage gegen Schweden.

## Erfolge
- Kasachischer Meister: 2014